# Aliança de Sinjar

Uma bandeira não oficial usada por alguns yazidis

Aliança de Sinjar é uma organização guarda-chuva que reúne três milícias yazidis: a Força de Proteção de Sinjar, as Unidades de Resistência de Sinjar e as Unidades das Mulheres de Êzidxan. As duas últimas milícias estão ligadas ao Partido dos Trabalhadores do Curdistão. 
A aliança foi criada em novembro de 2015 e tem como objetivo estabelecer o Confederalismo Democrático e uma região autônoma yazidi no Ezidkhan dentro do Governo Regional Curdo no Curdistão iraquiano. Há tensões entre a Aliança de Sinjar e o Governo Regional Curdo porque o presidente do Curdistão iraquiano Massoud Barzani visa controlar todo o Sinjar e exige a retirada das milícias ligadas ao Partido dos Trabalhadores do Curdistão. 